# Adriano Souza
Adriano Souza (Rio de Janeiro, 22 de maio de 1973) é um pianista brasileiro., formado em harmonia e percepção pelo CIGAM (Centro Ian Guest de Aperfeiçoamento Musical). 
Estudou piano com Rafael Vernet , Sônia Vieira, Linda Bustani e Maria Alice Mendonça. 
Fundou o grupo instrumental “Xekerê”, com o qual gravou dois cds : ”LATIN+JAZZ+BRASIL” em 1997 e “A lua anda tonta” em 1999, tendo sido o primeiro, indicado para o Premio Sharp 1998, na categoria de melhor disco instrumental. 
Em 2000, lançou seu trabalho instrumental solo, o CD “Tocando o céu”, onde atuou como compositor e arranjador. 
Tocou no lançamento do CD “Meirelles e os copa 5”, do saxofonista J.T. Meireles, em um show gravado pela TV Sesc. 
Excursionou pela Europa em 1999 com o grupo “Brasiliana”, durante três meses, tendo se apresentado em várias cidades da Alemanha, Suíça e Áustria. 
Participou da 5.ª edição do Prêmio Visa MPB em 2002, como pianista e arranjador da cantora Paula Santoro, que ficou em terceiro lugar. Em maio de 2003, durante a turnê internacional da cantora, tocou em países como Luxemburgo, Alemanha e Inglaterra. No final do ano, voltou a Londres para gravar o programa “Late with Jools Holand” e participar do show “Forever Samba”, em homenagem ao centenário de Ary Barroso, no “The Forum”, com as cantoras Alcione e Paula Santoro. 
Em setembro de 2008 participou do show “50 years of Bossa Nova” na Austrália, tendo se apresentado na Ópera de Sydney e também em Singapura, ao lado de artistas como Roberto Menescal, Marcos Valle, João Donato, Wanda Sá e Vinícius Cantuária. 
Participou da gravação do projeto “Pixinguinha Sinfônico” junto com a Orquestra Sinfônica Petrobrás . 
Em março de 2009 foi a Miami para participar de dois shows: “Brazil on the beach” em Hollywood Beach com a cantora Cris Delano e depois um show no “Fairchild Tropical Botanic Garden” ao lado do guitarrista e compositor Roberto Menescal, com quem trabalha há 7 anos. 
Tocou com a Rio Jazz Orquestra e a Orquestra do Maestro Cipó. 
Entre shows e gravações, trabalhou com diversos artistas da MPB e da música instrumental, dentre os quais: Leny Andrade, Orlando Moraes, Durval Ferreira, Carlos Lyra, Pery Ribeiro, Carol Saboya, Danilo Caymmi, Ney Matogrosso, Bibi Ferreira, Leila Pinheiro, Beth Carvalho, Nelson Sargento, Joyce Moreno, Paulinho da Viola , Eduardo Neves e Hélio Delmiro. 
Durante 5 anos integrou a banda do cantor Emílio Santiago, com quem gravou o CD ao vivo “Só danço samba“, que ganhou o Grammy Latino 2012 na categoria melhor álbum de samba. 
Participou do DVD “United Kingdom of Ipanema”, que foi lançado em 2010, ao lado do guitarrista do The Police, Andy Summers e de Roberto Menescal. 
Em março de 2013 se apresentou em Lisboa, na programação do “Ano do Brasil em Portugal”, acompanhando a cantora Wanda Sá. 
Trabalhou nos musicais “Elis, estrela do Brasil”, “Ópera do Malandro” e “Orlando Silva, o cantor das multidões”.
Em 2014, dirigiu e tocou no CD 'Reencontro' do cantor carioca Thiago Holanda, ao lado dos músicos Rafael Barata (bateria), Guto Wirtti (contrabaixo) e José Arimatéa (trompete), e com a participação especial dos cantores Ron Kenoly (EUA), Alex Campos (COL), Danilo Montero (CRC), Coalo Zamorano (MEX), Carlinhos Félix (BRA) e Bianca Toledo (BRA). O CD foi lançado em 1 de março de 2015, no aniversário de 450 anos da Cidade do Rio de Janeiro e foi indicado para concorrer na categoria de Melhor Álbum de Música Cristã em Português do Grammy Latino de 2015.

## Discografia
- Tocando o céu
- A lua anda tonta
- Latin Jazz Brasil
- Reencontro (Thiago Holanda)